# Tsuyoshi Kodama
Tsuyoshi Kodama (児玉 剛 Kodama Tsuyoshi?), född 28 december 1987 i Osaka prefektur, är en japansk fotbollsspelare.
Kodama började sin karriär 2010 i Kyoto Sanga FC. 2014 flyttade han till Ehime FC. Han spelade 123 ligamatcher för klubben. Efter Ehime FC spelade han för Montedio Yamagata och FC Tokyo.